# (5421) Ulanova
(5421) Ulanova – planetoida z pasa głównego asteroid okrążająca Słońce w ciągu 3 lat i 142 dni w średniej odległości 2,25 j.a. Została odkryta 14 października 1982 roku. Przed nadaniem nazwy planetoida nosiła oznaczenie tymczasowe (5421) 1982 TD2.